# Affymetrix
Affymetrix, Inc. es una compañía estadounidense con sede en Santa Clara, California especializada en el diseño de micromatrices de ADN. Fue fundada en 1992 por Dr. Stephen Fodor y empezó como una subdivisión de Affymax N.V., la cual a finales de los años 80 desarrolló sistemas de diseño para fabricar micromatrices llamadas "GeneChips" mediante el uso de las técnicas de circuitos integrados. En 1994 diseñaron su primer producto: un "GeneChip" con el genotipo del VIH siendo presentado ante el público dos años después. Como resultado del proyecto, Affymetrix se consolidó como empresa pionera en esta materia y recibe beneficios significativos por la patente.
Entre las adquisiciones se incluyen microchips y escáneres biotecnológicos e bioinformaticos.